# Championnat d'Australie de Formule 4
Le championnat d'Australie de Formule 4 est un championnat de course automobile utilisant des monoplaces de la catégorie Formule 4. Il est organisé par Jayco de 2015 à 2019 puis par Top Speed en 2024 et  AGI Sport depuis 2025.

## Histoire
En novembre 2013, la Confédération Australienne de Sport Automobile (CAMS) a annoncé l'introduction de la catégorie FIA Formule 4 en Australie. Cette décision a été suivie d'une nouvelle étape le 12 mars 2014
La série a rencontré des difficultés à attirer un nombre suffisant de participants dès ses débuts. Lors de la première manche, seulement 13 voitures étaient présentes, un chiffre qui ne sera dépassé qu'une seule fois en 2019. Pendant la saison 2018, il n'y a jamais eu plus de onze voitures sur la grille, et toutes les manches de la saison 2019, à l'exception d'une seule, se sont déroulées avec seulement huit voitures. Le 4 septembre 2019, il a été annoncé que la série ne serait pas organisée en 2020, bien qu'une reprise future reste envisageable. 
Le 28 novembre 2023, il a été confirmé que l’entreprise chinoise Top Speed, promotrice des championnats Championnat du Moyen-Orient de Formule Régionale, Formule Régionale d'Asie et des championnats Formula 4 dans les régions du Moyen-Orient et d’Asie du Sud-Est, prendra en charge l’organisation du nouveau Championnat d'Australie de Formule 4 .
Pour 2025, le championnat sera organisé par AGI Sport, une entreprise australienne réputée qui a dirigé l'équipe de plusieurs champions de Formule 4 australiens.

## Résultats en Compétitions

### Pilotes
| Saison                         | Pilotes       | Ecuries   | Courses | Pole Position | Victoires | Podiums | Meilleur Tour | Points  |
| ------------------------------ | ------------- | --------- | ------- | ------------- | --------- | ------- | ------------- | ------- |
| 2015                           | Jordan Lloyd  | Team BRM  | 21      | 5             | 12        | 18      | 11            | 441     |
| 2016                           | William Brown | Team BRM  | 18      | 4             | 6         | 13      | 4             | 316     |
| 2017                           | Nicholas Rowe | AGI Sport | 21      | 7             | 8         | 16      | 11            | 378     |
| 2018                           | Jayden Ojeda  | AGI Sport | 21      | 5             | 14        | 17      | 15            | 412     |
| 2019                           | Luis Leeds    | AGI Sport | 18      | 8             | 9         | 17      | 8             | 365     |
| 2020-2023 : Pas de championnat |               |           |         |               |           |         |               |         |
| 2024                           | James Piszcyk | AGI Sport | 12      | 6             | 9         | 10      | 8             | 256     |
| 2025                           | A venir       | A venir   | A venir | A venir       | A venir   | A venir | A venir       | A venir |

### Débutants
| Saison | Pilotes       | Ecuries           |
| ------ | ------------- | ----------------- |
| 2015   | William Brown | AGI Sport         |
| 2016   | Simon Fallon  | Dream Motorsport  |
| 2017   | Ryan Suhle    | Zagame Motorsport |
| 2018   | Lochie Hughes | Team BRM          |
| 2019   | Luis Leeds    | Team BRM          |

## Circuits
Les circuits en gras seront utilisé pour le championnat 2025
| Nombre | Circuits                          | Rounds | Années               |
| ------ | --------------------------------- | ------ | -------------------- |
| 1      | Phillip Island Grand Prix Circuit | 6      | 2015–2019, 2025      |
| 1      | Sydney Motorsport Park            | 6      | 2015–2019, 2024–2025 |
| 3      | Queensland Raceway                | 4      | 2015–2018            |
| 3      | Sandown Raceway                   | 4      | 2015–2017            |
| 3      | The Bend Motorsport Park          | 4      | 2019, 2024–2025      |
| 6      | Surfers Paradise Street Circuit   | 3      | 2015–2017            |
| 7      | Symmons Plains Raceway            | 2      | 2016, 2018           |
| 7      | Winton Motor Raceway              | 2      | 2018                 |
| 9      | Townsville Street Circuit         | 1      | 2015                 |
| 9      | Homebush Street Circuit           | 1      | 2015                 |
| 9      | Barbagallo Raceway                | 1      | 2017                 |
| 9      | Pukekohe Park Raceway             | 1      | 2018                 |
| 9      | Albert Park Circuit               | 1      | 2019                 |
| 9      | Sepang International Circuit      | 1      | 2024                 |
| 9      | Dubai Autodrome                   | 1      | 2024                 |